# 朱树屏
朱树屏（1907年—1976年7月2日），号叔平，字锦亭，男，山东昌邑人，中国海洋生态学家、水产学家、教育家，世界浮游植物实验生态学领域的先驱；中国海洋生态与海洋化学研究、水产与湖沼学研究的先驱和主要奠基者之一，微藻研究及海洋调查事业的开创者之一，开启或催生了海带、紫菜、海产鱼类、对虾与贝类人工养殖，及中国海洋水产农牧化和海洋牧场科学事业。 曾任黄海水产研究所所长，中国海洋湖沼学会副理事长、中国水产学会副理事长、国家科学技术委员会水产组副组长等职。

## 生平
1944年5月，应聘任英国淡水生物学协会的水产化学研究部和生物部主任。
1947年，暑期应聘回中央研究院，任动植物研究院研究员。后借聘至青岛山东大学创建水产系。 
1948年9月，借聘期满，回上海动植物研究所。 
1949年5月，上海解放。留任中国科学院水生生物研究所研究员。 
1951年，调到青岛。在中国科学院水生所海洋生物研究室工作。同年三月调到农业部水产试验所（即今黄海水产研究所）任所长，兼任中国科学院海洋生物研究室研究员、山东大学水产系教授。 

## 外部連結
- 《朱树屏传记》：海洋生态学先驱的再发现 （页面存档备份，存于）